# Chmielnik (Precarpazia)
Chmielnik è un comune rurale polacco del distretto di Rzeszów, nel voivodato della Precarpazia.
Ricopre una superficie di 52,87 km² e nel 2004 contava 6 354 abitanti.